# Villancico
Villancico – hiszpański gatunek pieśni i poezji wykonywanej bez lub z akompaniamentem instrumentów, utrwalony w XV wieku, rozwijany i zmieniający formę do współczesności, kiedy począwszy od XX wieku stał się synonimem hiszpańskiej kolędy. Wg niektórych muzykologów, w XVI wieku na terenach Hiszpanii, Portugalii, Niderlandów, południowych Włoch i Nowego Świata villancico był bardziej popularny od dominującego wówczas na pozostałych obszarach Europy madrygału.

## Historia
Villancico wywodzi się ze średniowiecznej piosenki ludowej opatrzonej tekstem o tematyce religijnej lub świeckiej, często w formie poematu miłosnego. Przypominał wtedy francuskie virelai i cantigę, włoską ballatę oraz hiszpańsko-arabski zehel. W XV wieku struktura villancico przybrała ustaloną formę i utrwaliła się w kilku zbiorach pieśni cancioneros (np. Cancionero de Palacio). Ówczesne pieśni miały zazwyczaj okalający układ ABBA, z rozpoczynającym i kończącym refrenem estribillo, kilka strofek copla i fakturę nota contra notam. Hiszpański muzykolog José Subirá podzielił XV-wieczne villancicos na trzy podgatunki:
- pieśni świeckie, które przetrwały do wieku XVI – villancico profano lub cortesano – wykonywane na dworach i w wyrafinowanych kręgach kulturowych,
- pieśni religijne, które przetrwały do wieku XIX – villancico religioso – komponowane przez wykształconych muzyków i wykonywane w kościołach oraz w innych instytucjach religijnych,
- pieśni dramatyczne, które przetrwały do XVI wieku – villancico teatral lub escénico – wykonywane podczas przedstawień teatralnych.

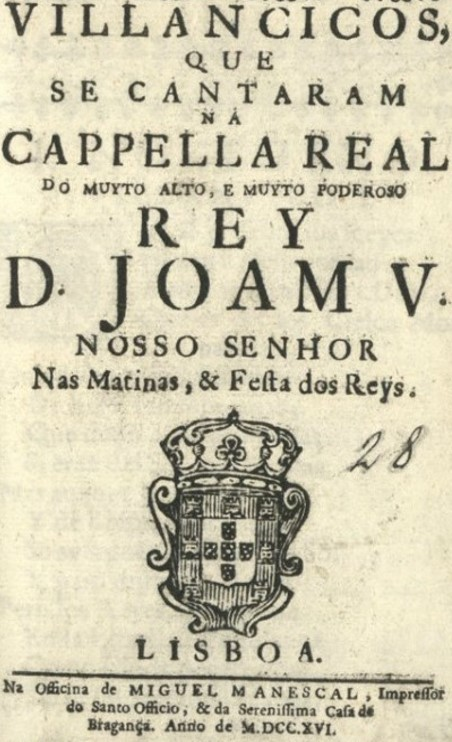
Strona tytułowa zbioru villancicos (1716) śpiewanych w Kaplica Królewska w Lizbonie w Kościele św. Rocha w Lizbonie, za czasów panowania króla Jana V Wielkodusznego

W wieku XVI villancicos pojawiły się w twórczości vihuelistów i lutnistów, m.in. u Luisa de Milána, Miguela de Fuenllany oraz Alonsa Mudarry. Kompozytorzy wykorzystywali faktury homofoniczne i polifoniczne, z dominującą techniką imitacyjną. Tekst często ograniczony był do jednej copla i jednej estribillo. Nieregularne metrum powszechne w poprzednim wieku zaczęło być wypierane przez metrum trójdzielne. Pod koniec XVI wieku termin villancico często odnosił się do pieśni religijnych, wykonywanych podczas liturgii świątecznych. W 1596 król Filip II wprowadził zakaz wykonywania villancicos w języku wernakularnym w Kaplicy Królewskiej w Granadzie (w tamtym okresie Kaplica Królewska służyła kapelanom i innym muzykom za miejsce pracy). Ograniczenie nie było jednak respektowane i na początku XVII wieku zostało zniesione przez króla Filipa IV.
W XVII wieku villancico przybrał formę kantaty z solowymi zwrotkami copla i wielogłosowymi, chóralnymi refrenami estribillo. Utwory miały zazwyczaj trójdzielne metrum z rozbudowaną hemiolą i synkopą oraz homorytmiczną fakturę. Śpiewakom towarzyszył zazwyczaj akompaniament na instrumentach dętych, harfie i organach. W warstwie tekstowej przeważała tematyka religijna, często bożonarodzeniowa. Villancicos śpiewane były w kościołach podczas Jutrzni w Boże Narodzenie i Objawienie Pańskie, w zastępstwie łacińskich responsoriów, podczas nabożeństw ku czci Niepokalanego Poczęcia i innych świąt maryjnych, podczas procesji Bożego Ciała i w dni świętych. Villancicos tego typu pisali m.in. Carlos Patiño i Mateo Romero, Juan Hidalgo, Cristóbal Galán, Pedro de Ardanaz, Sebastián Durón, Antonio Teodoro Ortells oraz Benito Bello de Torices. Równolegle ze wzmożonym zainteresowaniem kapelmistrzów i utrwalaniem się villancico w muzyce religijnej, rozwijała się jego świecka, ludowa forma, z tekstami o tematyce podobnej do tej poruszanej w innych ówczesnych formach muzycznych w Hiszpanii, m.in. w romancy i w seguidilli. Większość tego typu utwórów pozostała do współczesności anonimowa. Jednym z niewielu znanych autorów tekstów jest Manuel de León Marchante.
W XVIII wieku, w formule villancico – który przetrwał do tego czasu jedynie w podgatunku villancico religioso – pojawiły się wyraźne wpływy muzyki włoskiej. W strukturze utworu, oprócz przeplatających się refrenów estribillo i strofek copla zaczęły występować recytatywy i arie, które po 1740, zazwyczaj w liczbie dwóch lub trzech, stanowiły całą strukturę utworu. Śpiewakom akompaniowały orkiestry kameralne z rozbudowanym instrumentarium. Niektórzy kompozytorzy i teoretycy muzyki krytykowali tę teatralizację (m.in. Pablo Nassarre, Juan Francisco de Sayas, Benito Jerónimo Feijóo e Montenegro), a papież Benedykt XIV w 1751 zakazał wykonywania villancicos w Archidiecezji Pampeluny i Tudeli. Wkrótce, villancicos zostały zastąpione łacińskimi responsoriami w innych diecezjach. W niektórych natomiast śpiewane były do około 1820 (m.in. w Ávili, Kordobie, Valladolid i Valencii).
Od XX wieku villancico jest synonimem hiszpańskiej kolędy. Subirá tego rodzaju pieśni przypisał do czwartego spośród czterech wydzielonych przez siebie podgatunków i nazwał villancico popular.